# Hovsep Arghutian
 (juin 2023).
Le prince Hovsep Arghutian (arménien : Յովսէփ Արղութեան), né le 21 juin 1865 à Loré dans l‘Empire russe et mort le 15 octobre 1925 à Chaville, également connu sous le nom de Khanasori Ishkhan et Ishkhan Arghutian, est un commandant militaire arménien et un activiste politique.

## Biographie
Hovsep Arghutian est né à Sanahin, dans le Gouvernement de Tiflis, dans l‘Empire russe dans une famille aristocratique. Sa famille est issue de la famille noble arménienne Argutinsky-Dolgorukov. Arghutian est diplômé du Séminaire Nersisian de Tiflis (aujourd‘hui Tbilissi) et est enseignant dans le village de Jalaloghly (aujourd'hui Stepanavan en Arménie).
À la fin des années 1880, il joue un rôle actif dans la cause arménienne au sein de l'Empire ottoman. En 1889, il se rend dans les provinces anatoliennes orientales de l'empire, où il travaille avec des groupes révolutionnaires clandestins, dont le chef Arabo. Il participe à l'Expédition de Khanassor de 1897. Par la suite, il est arrêté en tant que citoyen russe par les autorités persanes et envoyé à Vologda, mais est rapidement libéré. Pendant les troubles arméno-tatares de 1905-1907, il aide à organiser des groupes d'autodéfense arméniens. Arghutian dirige le 7e bataillon de volontaires arméniens pendant la Première Guerre mondiale. Membre de la Fédération révolutionnaire arménienne, il devient membre du parlement arménien en 1919, puis devient ambassadeur de la Première République d'Arménie en Perse.
En 1922, il s'installe en France. Il meurt à Chaville trois ans plus tard. Il est enterré au cimetière de Chaville.

## Sources
- (en) K. Khudaverdyan (éd.), Concise Armenian Encyclopedia, Yerevan, 1990, vol. 1, p. 389.
- (ru) Эдуард Оганесян. Век борьбы, t. 1, éd. "Феникс", Munich et Moscou, 1991, pp. 78, 92.